# David Kobylík
David Kobylík (ur. 27 czerwca 1981 w Ołomuńcu) – czeski piłkarz występujący na pozycji bocznego pomocnika.

## Kariera klubowa
Kobylík pochodzi z Ołomuńca, a piłkarską karierę rozpoczął w tamtejszej Sigmie. W 1999 roku zadebiutował w jej barwach w lidze czeskiej. W sezonie 2000/2001 grał już w pierwszym składzie Sigmy, która na koniec sezonu zdobyła 3. miejsce w lidze. Po raz pierwszy w Pucharze UEFA wystąpił w kolejnych rozgrywkach, w lidze zajmując 10. pozycję.
Latem 2002 roku Kobylík wyjechał do Francji i podpisał kontrakt z RC Strasbourg. W Ligue 1 zadebiutował 9 listopada w wygranym 2:0 meczu z RC Lens. Przez cały sezon był rezerwowym klubu ze Strasburga - podobnie jak w następnych rozgrywkach, dlatego latem 2004 roku powrócił do Czech. Przez jeden sezon reprezentował barwy Sigmy, z którą po raz drugi w karierze zajął 3. miejsce w Gambrinus Lidze, a latem 2005 roku przeszedł do niemieckiej Arminii Bielefeld. W Bundeslidze zadebiutował 17 września w zremisowanym 0:0 spotkaniu z 1. FC Kaiserslautern, a w całych rozgrywkach strzelił dwa gole i pomógł zespołowi w utrzymaniu w lidze. W sezonie 2006/2007 stracił jednak miejsce w składzie i był rezerwowym dla Jörga Böhme oraz Jonasa Kampera. Rok później było podobnie, gdyż tylko dwa razy pojawił się na placu gry w pełnym wymiarze czasowym.
Latem 2008 roku Kobylík odszedł do cypryjskiej Omonii Nikozja. Później grał ponownie w Sigmie Ołomuniec i MŠK Žilina (mistrzostwo Słowacji) oraz dwukrotnie w Polonii Bytom. Następnie występował w austriackim TSV Hartberg, 1. HFK Olomouc, Baníku Sokolov, Union Hofstetten-Grünau i FC Hněvotín.
| Sezon       | Klub                    | Kraj     | Rozgrywki      | Mecze | Bramki |
| ----------- | ----------------------- | -------- | -------------- | ----- | ------ |
| 1999/00     | Sigma Ołomuniec         | Czechy   | Gambrinus liga | 16    | 0      |
| 2000/01     | Sigma Ołomuniec         | Czechy   | Gambrinus liga | 29    | 6      |
| 2001/02     | Sigma Ołomuniec         | Czechy   | Gambrinus liga | 28    | 0      |
| 2002/03     | RC Strasbourg           | Francja  | Ligue 1        | 13    | 0      |
| 2003/04     | RC Strasbourg           | Francja  | Ligue 1        | 11    | 1      |
| 2004/05     | Sigma Ołomuniec         | Czechy   | Gambrinus liga | 30    | 4      |
| 2005/06     | Arminia Bielefeld       | Niemcy   | Bundesliga     | 25    | 2      |
| 2006/07     | Arminia Bielefeld       | Niemcy   | Bundesliga     | 15    | 0      |
| 2007/08     | Arminia Bielefeld       | Niemcy   | Bundesliga     | 2     | 0      |
| 2008/09 (j) | Omonia Nikozja          | Cypr     | A’ Kategorias  | 0     | 0      |
| 2008/09 (w) | Sigma Ołomuniec         | Czechy   | Gambrinus liga | 9     | 1      |
| 2009/10     | MŠK Žilina              | Słowacja | Corgoň Liga    | 31    | 5      |
| 2010/11     | Polonia Bytom           | Polska   | Ekstraklasa    | 25    | 0      |
| 2011/12 (j) | TSV Hartberg            | Austria  | Erste Liga     | 20    | 1      |
| 2011/12 (w) | Polonia Bytom           | Polska   | I liga         | 14    | 0      |
| 2012/13     | 1. HFK Olomouc          | Czechy   | Druha Liga     | 28    | 4      |
| 2013/14     | Baník Sokolov           | Czechy   | Druha Liga     | 22    | 1      |
| 2014/15     | Baník Sokolov           | Czechy   | Druha Liga     | 2     | 0      |
| 2014/15     | Union Hofstetten-Grünau | Austria  | 2. Landesliga  | 13    | 1      |
| 2015/16     | Union Hofstetten-Grünau | Austria  | 2. Landesliga  | 9     | 0      |
| 2015/16     | FC Hněvotín             | Czechy   | V liga         | ?     | ?      |

- Łącznie w Gambrinus Lidze: 112 spotkań, 11 bramek
- Łącznie w Ligue 1: 24 spotkania, 1 bramka
- Łącznie w Bundeslidze: 42 spotkania, 2 bramki
- Łącznie w Corgoň Lidze: 31 spotkań, 5 bramek
- Łącznie w Ekstraklasie: 25 spotkań, 0 bramek
- Łącznie w Erste Lidze: 20 spotkań, 1 bramka
- Łącznie w I lidze: 14 spotkań, 0 bramek

## Kariera reprezentacyjna
Kobylík nie zdołał zadebiutować w pierwszej reprezentacji Czech, a wcześniej grał tylko w kadrach młodzieżowych. Otrzymał jednak powołanie na mecz towarzyski z Turcją (2:2), który odbył się 1 marca 2006 roku, ale nie pojawił się na boisku.